# 大奧帕托維采

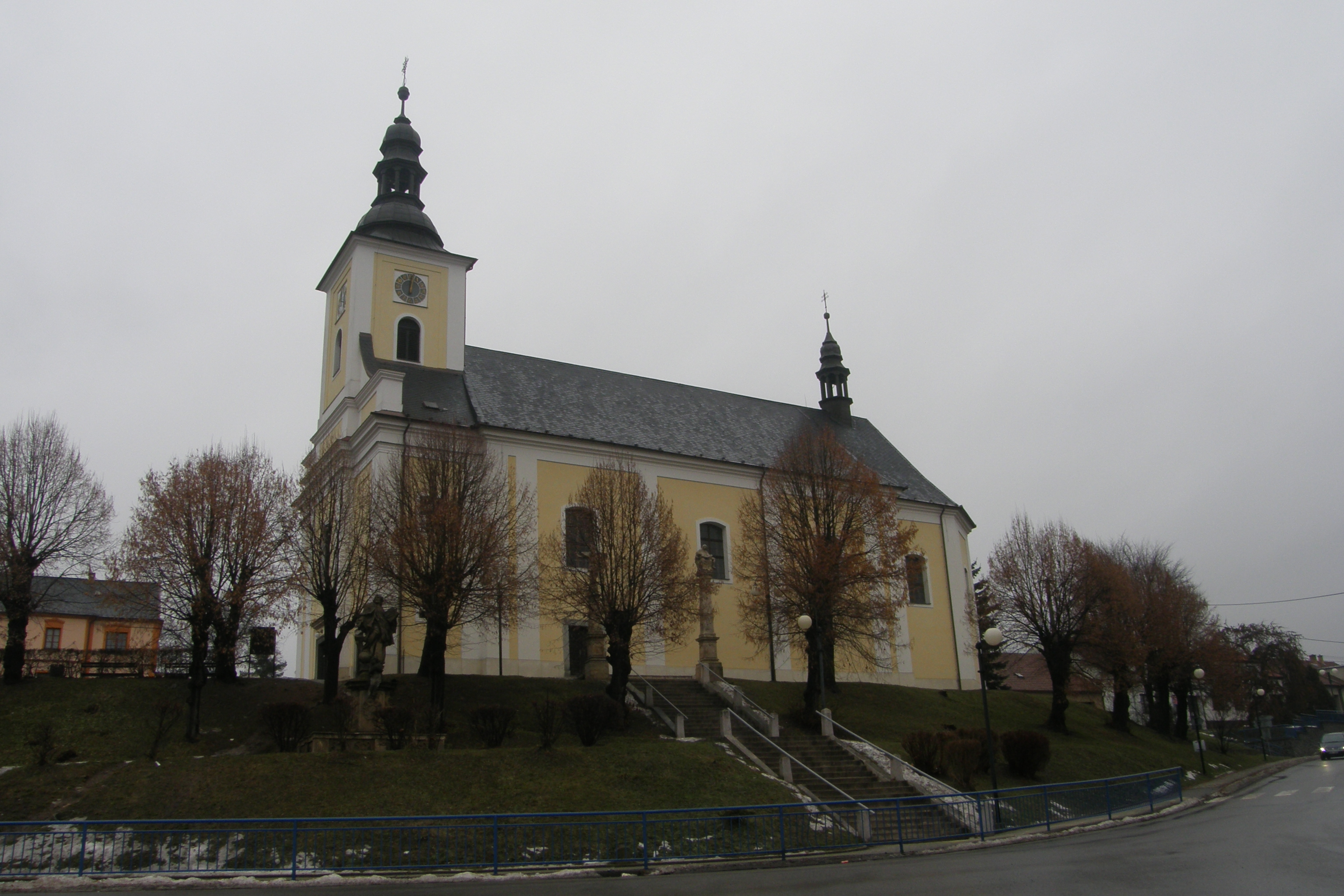
Velké Opatovice

## 外部連結
大奧帕托維采是捷克的城鎮，位於該國西部，距離首都布拉格約260公里，由南摩拉維亞州負責管轄，面積25.93平方公里，海拔高度376米，2011年人口3,989。
- Town official website （页面存档备份，存于）

49°37′N 16°40′E / 49.617°N 16.667°E